# 信州観光文化検定試験
信州観光文化検定試験（しんしゅうかんこうぶんかけんていしけん）は、信州観光文化検定協会が主催する検定試験である。

## 受験資格
2級及び3級は制限なし。1級は、2級合格者のみ受験可。

## 受験料(税込)
一般　￥3,150　　　高校生以下　￥1,050
料金は、Web上及び会場試験共通額

## 試験会場
Web試験・・・インターネット接続環境がある場所
会場試験・・・信州短期大学を予定

## 出題範囲
観光・文化・歴史・史跡・神社・寺院・建築・庭園・美術・工芸・祭と行事・食物・ことば・伝説・地名・自然等、信州に関するもの

## 試験形式
| ランク   | 形式       | 問題数 | 試験時間 | 試験種別              |
| 1級      | 四者択一式 | 100    | 60       | 会場試験              |
| 2級～4級 | 四者択一式 | 100    | 60       | Web試験または会場試験 |

## 合格点
1級　　　未定
2級　　　80点以上
3級　　　70点以上
4級　　　60点以上
満点は100点である

## 受験料納付方法
受験料は、銀行又は郵便局から納付できる